# Ногара
Ногара, Ноґара (італ. Nogara, вен. Nogara) — муніципалітет в Італії, у регіоні Венето,  провінція Верона.
Ногара розташована на відстані близько 390 км на північ від Рима, 105 км на захід від Венеції, 29 км на південь від Верони.
Населення — 8667 осіб (2014).
Щорічний фестиваль відбувається 16 липня. Покровитель — Madonna del Carmine.

## Демографія
Населення за роками:

Станом на 1 січня 2023 року в муніципалітеті офіційно проживало 1385 іноземців з 46 країн, серед них 433 громадяни країн Євросоюзу та 10 громадян України.

## Сусідні муніципалітети
- Ербе
- Гаццо-Веронезе
- Ізола-делла-Скала
- Саліццоле
- Сангуїнетто
- Сорга